# Roland Hetzer
Roland Hetzer (ur. 17 stycznia 1944 w Neuhammer) – niemiecki kardiochirurg, który przeszczepił ponad 500 serc.

## Życiorys
Po ukończeniu szkoły średniej w Augsburgu od 1963 studiował medycynę na Uniwersytecie Johannesa Gutenberga w Moguncji, a następnie przeniósł się w 1964 na Uniwersytet Ludwiga Maximiliana w Monachium. W 1969 zdał egzamin państwowy i amerykański egzamin ECFMG. W tym samym roku uzyskał stopień doktora medycyny. Po pracy na stanowisku asystenta w szpitalu w Augsburgu, Roland Hetzer objął stanowisko asystenta naukowego-dydaktycznego w Hanowerskiej Szkole Medycznej w 1971, a w 1976 udał się do California Pacific Medical Center i Uniwersytetu Stanforda na  staż kliniczny, podczas którego  u Normana Shumwaya, pioniera chirurgii serca i przeszczepów serca, zapoznał się z techniką przeszczepiania serca.
W latach 80. stworzył program przeszczepów serca w Niemczech. Potem kierował Deutsches Herzzentrum w Berlinie. Był profesorem Wolnego Uniwersytetu Berlińskiego i Uniwersytetu Humboldtów w Berlinie. 1 października 2014 Hetzer przeszedł na emeryturę.
Za swoje osiągnięcia został odznaczony przez Izbę Lekarską Berlina Orderem Zasługi Berlina (1987), za ustanowienie Akademii Kardiotechnologii i związane z tym uznanie państwowe szkolenia techników mających uprawnienia do odsługiwania i prowadzenia sztucznego płucoserca, Orderem Zasługi Republiki Federalnej Niemiec 1. klasy (1995). Od wielu uniwersytetów otrzymał doktorat honoris causa, między innymi: Uniwersytetu Kardynała Stefana Wyszyńskiego w Warszawie (2002), Uniwersytetu w Sarajewie (2006) i Uniwersytetu Łomonosowa w Moskwie (2009).